# Стеманн, Поуль Кристиан
Поуль Кристиан Стеманн (дат. Poul Christian Stemann; 14 апреля 1764 — 25 ноября 1855) — датский министр по делам государства в 1827—1848 годах.

## Биография
Происходил из старинной немецкой семьи, из которой вышло много датских чиновников. В молодости был умеренным либералом, а позже стал глубоко консервативным политиком. Сделал карьеру в Верховном суде. С 1798 до 1827 года занимал должность префекта Соро, где проявил себя талантливым и активным местным чиновником, привлекло к нему внимание короля Фредерика VI.
D 1827 году Стеманн получил пост председателя Датской Канцелярии и министра юстиции.
Во времена правления короля Кристиана VIII Стеманн продолжал работу в правительстве. После падения абсолютизма в марте 1848 был освобожден вместе с остальными министрами. Однако, в течение нескольких лет он продолжал играть незначительную роль за кулисами в качестве советника консервативных политиков.